# 模擬山羊
《模擬山羊》（又译作）是一款第三人稱視角動作遊戲，由瑞典遊戲工作室咖啡渍工作室開發並發行。它於2014年4月發佈在Microsoft Windows平台，而後於2014年6月發佈Linux和macOS平台版本。Android和iOS的行動版本於2014年9月發佈。Xbox 360和Xbox One的版本於2015年4月發佈，PlayStation 3和PlayStation 4的版本於2015年8月發佈，這些家用機版本由Double Eleven開發。任天堂Switch版本包含遊戲本體與所有先前的DLC，於2019年1月發佈。
遊戲開發者曾將其與滑冰遊戲相比較，但在這款遊戲中，玩家控制的是一隻山羊，目標是在開放世界地圖中造成盡可能多的破壞，而沒有其他宏偉的目標。該遊戲最初是在一個內部的Game Jam中作為一個玩笑的原型被開發出來，並且在YouTube上展示了早期alpha版本。這使其受到廣泛關注，並促使工作室將遊戲開發至正式版本，同時仍保留各種非致命的漏洞與秘技，以維持遊戲的娛樂性。
該遊戲收到了不同的評價。一些評論者稱讚其提供了一個幽默的沙盒介面，可用於自由實驗；而其他人則批評該遊戲依靠社交媒體來推廣了一個原本簡陋且漏洞眾多的產品。

## 遊戲玩法

在《模擬山羊》中，玩家通過表現混亂行為來獲得分數。如圖中的山羊在舔一位非玩家角色時被一輛撞擊。遊戲的新奇之處在於遊戲中故意保留的各種小故障，例如由於碰撞導致的人物頸部扭曲。

《模擬山羊》是一款開放的第三人稱視角遊戲，而玩家所控制的主角是一隻山羊。玩家能夠自由探索遊戲世界，並進行跳躍、奔跑、撞擊、舔物品等互動。 舔物品會使山羊的舌頭吸附在物品上，能讓玩家把物品拖來拖去，直到他們鬆開為止。在任何時候，玩家都可以讓山羊進入布娃娃模式，允許遊戲的物理系統來接管控制；而另一個操作能讓遊戲以慢動作運行。遊戲中有許多環境物件能讓玩家操控山羊做出特技動作，例如用彈跳床或大風扇把山羊彈射到空中。模擬山羊有個類似托尼·霍克系列等滑雪遊戲的記分系統，玩家能完成特技或一些動作來獲得分數，若玩家將特技組合成組合技，則會獲得分數加成，當組合技完成時，會直接將獲得的分數加倍。遊戲中會給玩家一些遊戲目標，比如達到某個高度、摧毀某些物件或完成翻滾動作，不過玩家不需要完全遵照這些指示遊戲。
遊戲世界中藏有一些小的金色山羊雕像。收集到這些雕像並重啟遊戲後，山羊就能在遊戲中使用一些裝備，或者是將山羊改造，例如把山羊變成惡魔山羊、長頸鹿或鴕鳥，或是給山羊裝上噴射背包等等。遊戲中也有許多彩蛋分布在遊戲中，比如能成為山羊女王的城堡，或是某個能獲得類似索尼克旋轉攻擊的地方。模擬山羊的研發組長阿明·伊布里萨奇（Armin Ibrisagic）在遊戲釋出後表示，模擬山羊以戲謔性的方式模仿了煉獄，並以此作為遊戲背景，也留下了一些與天堂和地獄相關的東西，而之後也被許多玩家在遊戲中發現。此外，伊布里萨奇還提到了遊戲中，有以2014年烏克蘭革命為基礎的物件，然而在遊戲中其實就是一小群抗議群眾舉著荒謬和猥褻的標語。

## 開發

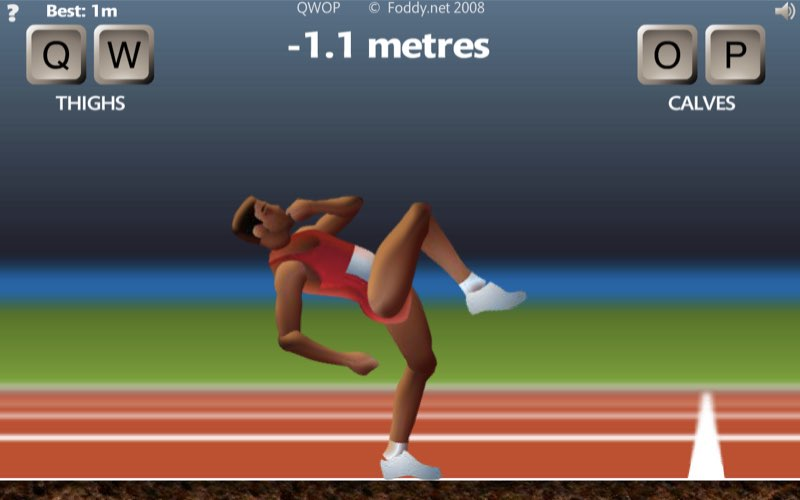
《模擬山羊》原先是要模仿遊戲《QWOP》，一款使用四個鍵盤按鍵來操控快跑選手的遊戲'

當時剛完成新遊戲《Sanctum 2》的咖啡渍工作室，在2014年1月舉辦了為期一個月的內部Game Jam活動，而《模擬山羊》一作原先只是在活動中展示的一個搞笑原型。研發組長阿明·伊布里萨奇形容模擬山羊是：「一個老派的滑冰遊戲，不過這次你並不是變成一個滑冰選手要表演特技，而是變成一個破壞東西的山羊 。」模仿《QWOP》用多個按鍵控制山羊的版本，後來被《托尼·霍克職業滑板》風格的設計所取代，並成為定案公開展示。伊布里萨奇開玩笑似的嘗試讓同事相信山羊會像貓一樣，在網路上取得大量關注，並開始專注在山羊的項目上。
游戏原型采用英伟达PhysX和Apex物理引擎制作，山羊和人物模型则以虚幻引擎3的布娃娃系统建模，后者与《Sanctum》系列类似。游戏内资产从第三方零售商购买，非内部开发，其中原创山羊模型由工作商花了不到20美金的价格购买。原型旨在模仿“极为成功”的现有“模拟”游戏，譬如《欧洲卡车模拟》。伊布里萨奇起初没打算把原型开发成正式的作品，然是让自己和其他开发人员熟悉虚幻引擎的操作方法，向其他更为认真地开发原型的开发商学习。
遊戲開發到alpha階段時，它的畫面就已經被做成影片，並由咖啡渍工作室上傳到YouTube，在兩天內便獲得巨大迴響。 許多支持者也因為遊戲原型的眾多錯誤，希望他們開發一個完整的正式版本。影片受到农业杂志《现代农民》的关注和转载。就算知道原型是一款搞笑类型的作品，部分记者也还是觉得应该开发成正式的作品。GameSpot编辑丹尼·奥德怀尔（Danny O'Dwyer）支持发行正式版，认为“游戏偶尔会无厘头”。好评如潮之下，工作室最终将《模拟山羊》开发成正式游戏，面向Steam平台发行，方便更多人游玩这款游戏。由于缺乏玩正版游戏的计划，制作团队就应不应该接触大型开发商，获取开发经费，将游戏打造成《侠盗猎车手》一样的大作进行辩论，最终结果为开发小成本的小游戏，质感更贴近于先导视频。意识到BUG是游戏的一大卖点，伊布里萨奇只修复会导致游戏崩溃的软件BUG，留下图像引擎造成的其他BUG不修复，让这些BUG制造出“非常荒谬”的效果。他们将开发时间限制在一个月内，没有明显的管理监督，以此让游戏在紧迫但现实的目标的带动下进入可玩状态。伊布里萨奇认为游戏非常需要Steam平台的支持，但在一开始担心Valve公司不会接受这样无厘头的作品，结果得到对方的欢迎，甚至说“（Valve的市场经理DJ·鲍尔斯）开始穿着山羊装上班，对这款游戏非常兴奋”。发行的时候，咖啡渍加入了Steam创意工坊功能，让玩家添加游戏模组，创造会让游戏损坏崩溃的关卡的场景，制造幽默效果。尽管物理引擎能完美渲染游戏环境的破坏效果，产生游戏的一大特色，咖啡渍还是认为这种效果的缺点是“在多人游戏中非常同步地出现”。他们估计加入多人模式需要删除“90%的物理效果”及其他功能，于是在发行时仅保留担任模式。工作室估计完成Windows版就要花好几个月的时间，于是将OS X和Linux版外包出去，由瑞安·戈登负责移植。

### 釋出及推廣
2014年4月1日，咖啡渍正式面向全球发行《模拟山羊》。之所以选在愚人节，是因为这一天可能会让玩家质疑游戏到底能不能玩。透过工作室官网预购的玩家可以提前三天游玩。游戏的正式发行预告片一定程度上模仿了《死亡岛》的广受好评的先导预告片，用倒放的镜头展示山羊撞向一栋建筑，让加油站爆炸的游戏画面。
游戏的免费扩展包和补丁在2014年6月3日公开，修复了一些会让游戏崩溃的问题，增加了山羊的模型，增加了滨海嘉年华小镇的地图，增加更多会让游戏崩坏的问题，增加多人分屏游玩模式（最多4人）。伊布里萨奇认为在Steam创意工坊之外加入多人模式能让有创意的玩家开发新的游戏模式，增添游戏的可玩性。补丁还加入了额外的控制方案，允许玩家利用山羊扮演类似于《托尼·霍克职业滑板》的自由式滑板技巧。第二个免费补丁于2014年11月29日上线，增加模仿《魔兽世界》等大型多人在线角色扮演游戏的元素，同时保留单机或本地多人模式体验。
2015年5月7日，面向电脑端的付费追加内容包《山羊末日》发行。另外还有一个独立的移动应用程序，由工作室的合作伙伴Gone North Games开发。拓展包模仿了《僵尸末日》等僵尸题材生存游戏，增加一张地图，新增对抗僵尸及建造东西的玩法。《山羊末日》的名称戏仿了《僵尸末日》和goatse.cx。与Bossa Studios《我是面包》联动的免费更新《山羊面包》（"GoatBread"）于2015年底上线，允许玩家用面包作为头像，同时《我是面包》加入模仿《模拟山羊》的“RAMpage”模式。另一个跨界营销更新《超机密DLC》（"Super Secret DLC"）则与Overkill Software的《劫薪日2》进行联动：《模拟山羊》中的骆驼、火烈鸟及坐轮椅的海豚等玩家角色采用《劫薪日2》形象，《劫薪日2》则采用《模拟山羊》的内容。相关内容在2016年年月发行。在2016年中的更新中，《火箭聯盟》加入了《模拟山羊》的装饰性内容。另一个名为《太空垃圾》的扩展包由Gone North Games开发，2016年5月26日发行，包括一张太空殖民地的新地图，模仿了当时大热的科幻媒体作品。
OS X和Linux移植版于2014年6月27日发行。游戏数字版发行前，Koch Media同意在英国和欧盟的零售商店发行游戏，从2014年5月开始。类似地，Deep Silver与咖啡渍工作室展开合作，在北美零售市场发行作品，从2014年7月开始。在同年8月2014Gamescom大会的微软发布会上，《模拟山羊》宣布将登陆Xbox One平台，由Double Eleven工作室协力，后来宣布登陆Xbox 360，两个版本在2015年4月17日发行。Koch Media负责向欧洲发行Xbox One的零售版，包括所有追加内容，2016年3月4日上架。2014年9月，咖啡渍工作室发行了iOS和Android移植版。由Double Eleven移植的PlayStation 3和PlayStation 4于2015年8月11日发行。
随着THQ Nordic2018年11月14日收购咖啡渍，游戏任天堂Switch版宣布发行。包含所有扩展内容的《模拟山羊：The GOATY》于2019年1月23日发行。

## 市場反應
| 汇总媒体   | 得分                                            |
| ---------- | ----------------------------------------------- |
| Metacritic | iOS：68/100 PC：62/100 PS4：58/100 XONE：53/100 |

| 媒体            | 得分   |
| --------------- | ------ |
| Destructoid     | 3/10   |
| Eurogamer       | 7/10   |
| Game Informer   | 5/10   |
| Game Revolution | [ 59 ] |
| GamesRadar+     | [ 60 ] |
| IGN             | 8/10   |
| PC Gamer美国    | 30/100 |
| TouchArcade     | [ 62 ] |

根据游戏汇总媒体Metacritic，《模拟山羊》一经发行便获得“褒贬不一”的评价。游戏获2015年独立游戏节最佳音效奖。
《Eurogamer》的丹·怀特黑德（Dan Whitehead）赞扬咖啡渍工作室为《模拟山羊》建立足够的内容，用在Steam发行的潜在拓展内容证明作品不只是搞笑作品，而是直接引导玩家自愿参与到游戏中。IGN的丹·斯台普顿（Dan Stapleton）认为游戏“巧妙恶搞了我们在开放世界游戏中见到的崩坏物理效果”，尽管流程很短，但“非常好玩”。《Game Informer》认为游戏的第一个小时很有趣，但由于缺乏扩展功能，“他（不能）把游戏推荐给其他人，除了是在寻找一次性娱乐”。《多伦多太阳报》的史蒂夫·蒂利（Steve Tilley）认为大多数玩家会获得几个小时的快乐，之后把它放到一边，直至特别无聊的时候偶尔把它拿出来消遣。
《卫报》的里奇·斯坦顿（Rich Stanton）对游戏持严厉地批评意见，认为作品本身就是在摆烂，创造和宣传手段“证明了社交媒体和互联网如何放大我们躺平态度”。《PC Gamer》的安迪·凯利（Andy Kelly）也持批评意见，认为游戏“糟糕、业余和无聊”，之所以流行，乃是玩家在口碑和YouTube的诱使下购买。
尽管专业评价持褒贬不一的立场，游戏还是获得玩家的热捧。游戏内测阶段的画面及PewDiePie等预购玩家的游戏实况视频推了预购量。伊布里萨奇说游戏在Steam上架才几分钟，工作室就赚回了开发成本。截至2014年8月，游戏销量将近100万份，突破工作室前四年作品的表现。上线仅6天，游戏iOS版和Android版下载量突破10万次。2015年1月中旬，全平台销量突破250万。在2016年游戏开发者大会的简报会上，伊布里萨奇透露游戏收入超过1200万美元，远远超过《Sanctum》和《Sanctum 2》各200万美元的营收。游戏成为了对抗3A级大作的破坏性作品。Paradox Interactive首席执行官弗雷德里克·韦斯特（Fredrik Wester）认为他们应该推出更多像《模拟山羊》的作品，表示“你这样做肯定有优势，所以我一直说Paradox要多点《模拟山羊》，少点《決勝時刻》，因为我们需要前沿地位。这样做更容易打进时长，更容易展示你所创作的东西”，又表示“大家厌倦了（使命召唤）的爆炸性场面和回响贝斯音乐了。我们已经看了不下百万遍了。”
伴随着游戏的成功，咖啡渍工作室与第三方零售商推出《模拟山羊》授权商品。2017年，工作室转型为小型开发商的电子游戏发行商。
后来部分游戏在玩法上模仿了《模拟山羊》难以捉摸的物理引擎，包括《模拟熊熊》（Bear Simulator）和《我是面包》。《模拟山羊》和《模拟手术》一般被认为是第一批“YouTube引诱”的游戏，设计上引诱观众观看游戏，但缺乏任何可兑换的游戏价值。

## 外部連結
- 官方网站